# TuS Pegau
Der TuS Pegau 1903 e.V. ist ein Sportverein in der südlich von Leipzig gelegenen Kleinstadt Pegau. Zum Verein gehören die Abteilungen Fußball, Badminton, Popgymnastik und Tanzclub.

## Geschichte
Der Verein gibt in seiner Chronik zwei Pegauer Vereine als historische Wurzeln an. Am 11. März 1903 wurde der „FC Pegau“ gegründet, der sich 1911 in „Pegauer Ballspielverein“ umbenannte. Daneben bestand der „Allgemeine Städtische Turnverein“, der Mitglied des Arbeiter-Turn- und Sportbundes war. Unter dem Dach des ATSB war seit 1912 der „SC Pegau“ tätig, aus dem 1912 die „Sportvereinigung 1912 Pegau“ hervorging. Am 19. Mai 1931 wurden die Arbeiterfußballer des SV 1912 Pegau vor 20.000 Zuschauern in Hamburg nach einer 2:4-Niederlage gegen den SC Lorbeer 06 Hamburg deutscher Vizemeister des ATSB. Mit der Machtergreifung der Nationalsozialisten wurde der SV Pegau aufgelöst und an den Pegauer Ballspielverein angeschlossen.
Nach dem Zweiten Weltkrieg musste auch der Pegauer Ballspielverein aufgelöst werden. An seine Stelle trat 1952 die „BSG Fortschritt Pegau“. Sie wurde 1973 überregional bekannt, als die Gewichtheber E. Homilius und H. Becker DDR-Meister wurden. Die Sektion Fußball kam nie über die regionalen Leipziger Fußball-Ligen hinaus. 1953 wurde die Fußballmannschaft Meister der Kreisliga Geithain, 1964 wurde der Geithainer Kreispokal gewonnen.
1990 entfiel die Sportförderung der bisherigen Trägerbetriebe, daraufhin gründeten Mitglieder der BSG am 20. Juni 1990 den „TuS 1903 Pegau e.V.“. Seine Fußballmannschaft wurde 2003 Pokalsieger im Kreis Borna/Geithain.
In der Saison 2010/11 gelang dem TuS der Aufstieg in die neu gegründete Kreisoberliga Muldental/Leipziger Land. Dort hielt sich der Verein nur eine Saison und stieg am Ende wieder in die Kreisliga A ab. 2018 gelang erneut die Kreismeisterschaft und der Aufstieg in die Kreisoberliga. Erneut stieg der TuS nach einer Saison wieder ab. In der Saison 2019/20 gelang der sofortige Wiederaufstieg und mit dem Gewinn des Kreispokals das „Double“.

## Erfolge
- Vizemeister des ATSB 1931 (SV Pegau)
- Kreismeister Geithain 1953 (BSG Fortschritt)
- Kreispokalsieger Geithain 1964 (BSG Fortschritt)
- Kreispokalsieger Borna/Geithain 2003 (TuS Pegau)
- Kreismeister Kreisliga A – Muldental/Leipziger Land 2011, 2018, 2020 (TuS Pegau)
- Kreispokalsieger Muldental/Leipziger Land 2020 (TuS Pegau)